# Прапор Богодухова
Пра́пор Богоду́хова затверджений 10 липня 1996 року рішенням N900 виконкому Богодухівської міської ради.

## Опис прапора
Прямокутне полотнище зі співвідношенням ширини до довжини 2:3. Складається з двох горизонтальних смуг — білої та жовтої. Співвідношення їхніх ширин дорівнює 3:1. У центрі прапора — тернове дерево із зеленими листочками та синіми плодами.
Тернове дерево відображає поширеність цієї рослини у регіоні.